# Districtul Mecklenburg-Strelitz
Districtul Mecklenburg-Strelitz este un district rural (Landkreis) în landul Mecklenburg-Pomerania Inferioară, Germania.